# 코탕탱반도

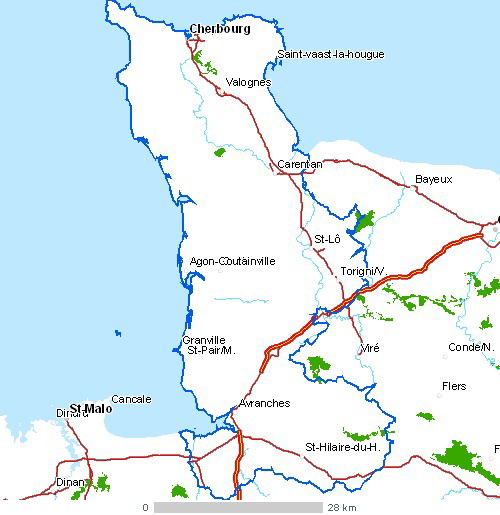
코탕탱반도

코탕탱반도(프랑스어: Péninsule du Cotentin), 노르망디반도 또는 셰르부르반도는 프랑스 북서부 노르망디에서 영국 해협 쪽으로 튀어나온 반도이다. 바스노르망디에 속하며 제2차 세계 대전의 노르망디 상륙 작전으로 유명하다.